# Calamagrostis hedbergii
Calamagrostis hedbergii är en gräsart som beskrevs av Aleksandre Melderis. Calamagrostis hedbergii ingår i släktet rör, och familjen gräs. Inga underarter finns listade i Catalogue of Life.